# Канализационный газ

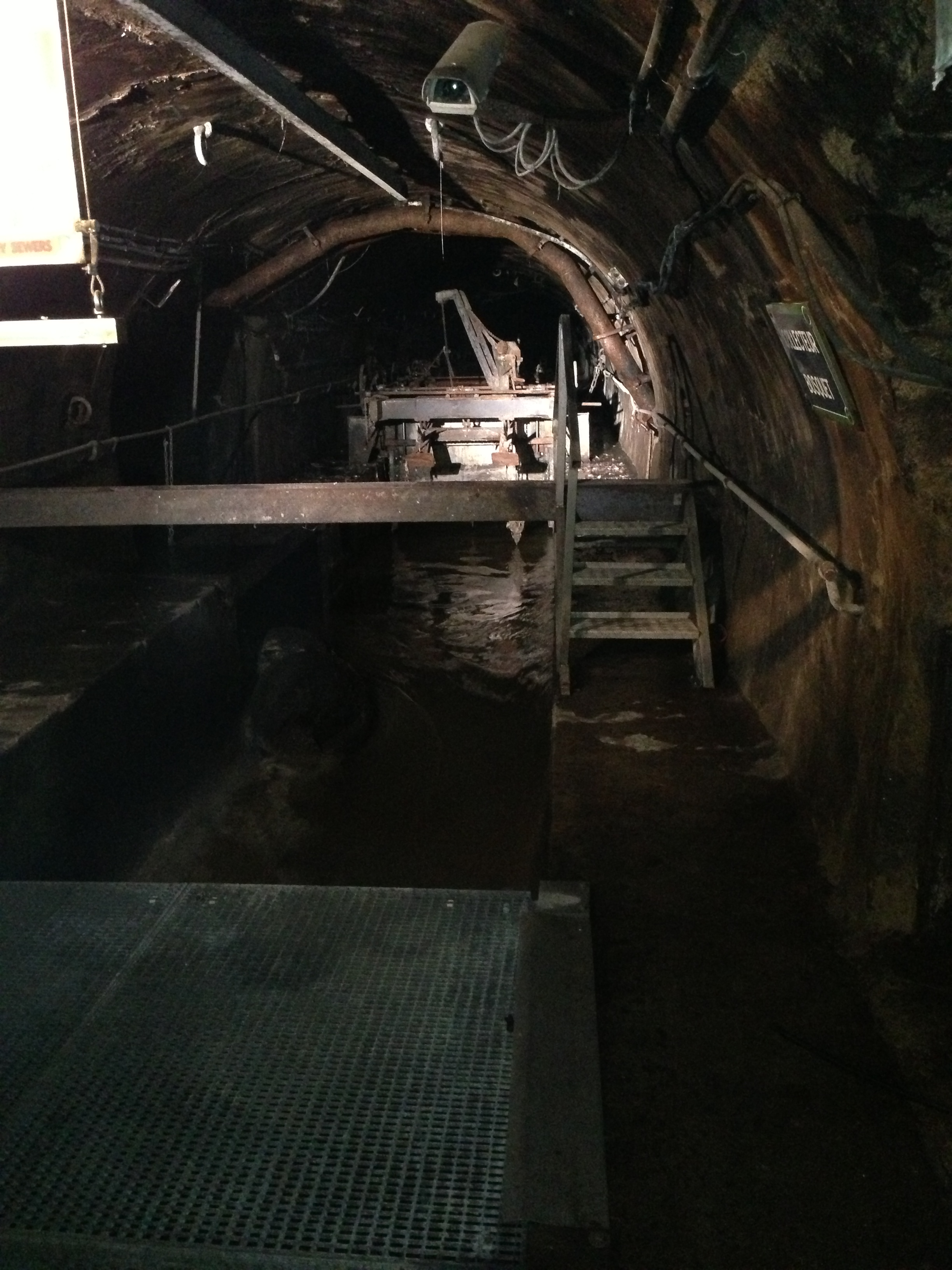
Канализация в Париже

Канализационный или аэрационный газ — продукт брожения жидких стоков в канализационной сети населённого пункта, горючий и взрывоопасный газ, содержащий метан, аммиак и сероводород.
Образующиеся в канализации газы являются продуктом разложения органических отходов, они могут быть зловонными, токсичными или взрывоопасными. Для предотвращения их попадания в жилые и служебные помещения все приёмники сточных вод (умывальники, унитазы, приёмники промышленных установок и т. п.) оборудуются гидравлическими затворами (сифонами).

## Состав и свойства
В состав канализационных газов входят 60—68 % метана, 30—35 % диоксида углерода, до 2 % водорода, сероводород, аммиак (сероводород и аммиак, а также тиолы и другие летучие серосодержащие органические соединения обуславливают отвратительный запах канализационных газов) и некоторые другие компоненты. Низшая теплота сгорания такой смеси составляет 5500 ккал/нм³. Если из её состава удалить диоксид углерода, то газ становится относительно однородным топливом, содержание метана возрастает до 85 %, а теплотворность достигает 6900 ккал/нм³.

## Применение
Применение канализационного газа как топлива в двигателях внутреннего сгорания не получило широкого распространения ввиду того, что рентабельность может быть достигнута только при высокой развитости канализационной сети, которая могла бы окупить расходы на возведение специальных сооружений с подогреваемыми бродильными резервуарами. Имеются данные, что со станции переработки, которая питается канализацией, обслуживающей 100 тысяч человек, можно получить суточный объём канализационных газов, равный примерно 2500 м3. Это эквивалентно примерно 2000 литрам бензина.